# Día del Campesino
El Día del Campesino es un reconocimiento oficial efectuado por diversos países latinoamericanos al trabajo de la población campesina.

## En Bolivia
En Bolivia, el Día del Campesino se conmemora el 2 de agosto de 1937 en homenaje a diversos acontecimientos de la historia boliviana, como fueron la creación de la Escuela Ayllu (hoy la Escuela Superior de Formación de Maestros Warisata) y la institución del «Día del Indio» en 1937, por obra del presidente Germán Busch, así como la promulgación del Decreto Ley de Reforma Agraria en 1953, durante el gobierno de Víctor Paz Estenssoro, que entregaba la tierra agrícola a los campesinos que la trabajaran.

## En Chile
El Día del Campesino se celebra en Chile el 28 de julio, conmemorando la promulgación de la Ley 16.640 de reforma agraria y la Ley 16.625 de sindicalización campesina, durante el gobierno de Eduardo Frei Montalva.
Desde 1972 hasta 1981, esta fecha constituyó un feriado legal. En 1976 cambió su nombre por «Día Nacional del Trabajador Agrícola» y desde 1980 se le denominó «Día Nacional del Campesino».

## En Colombia

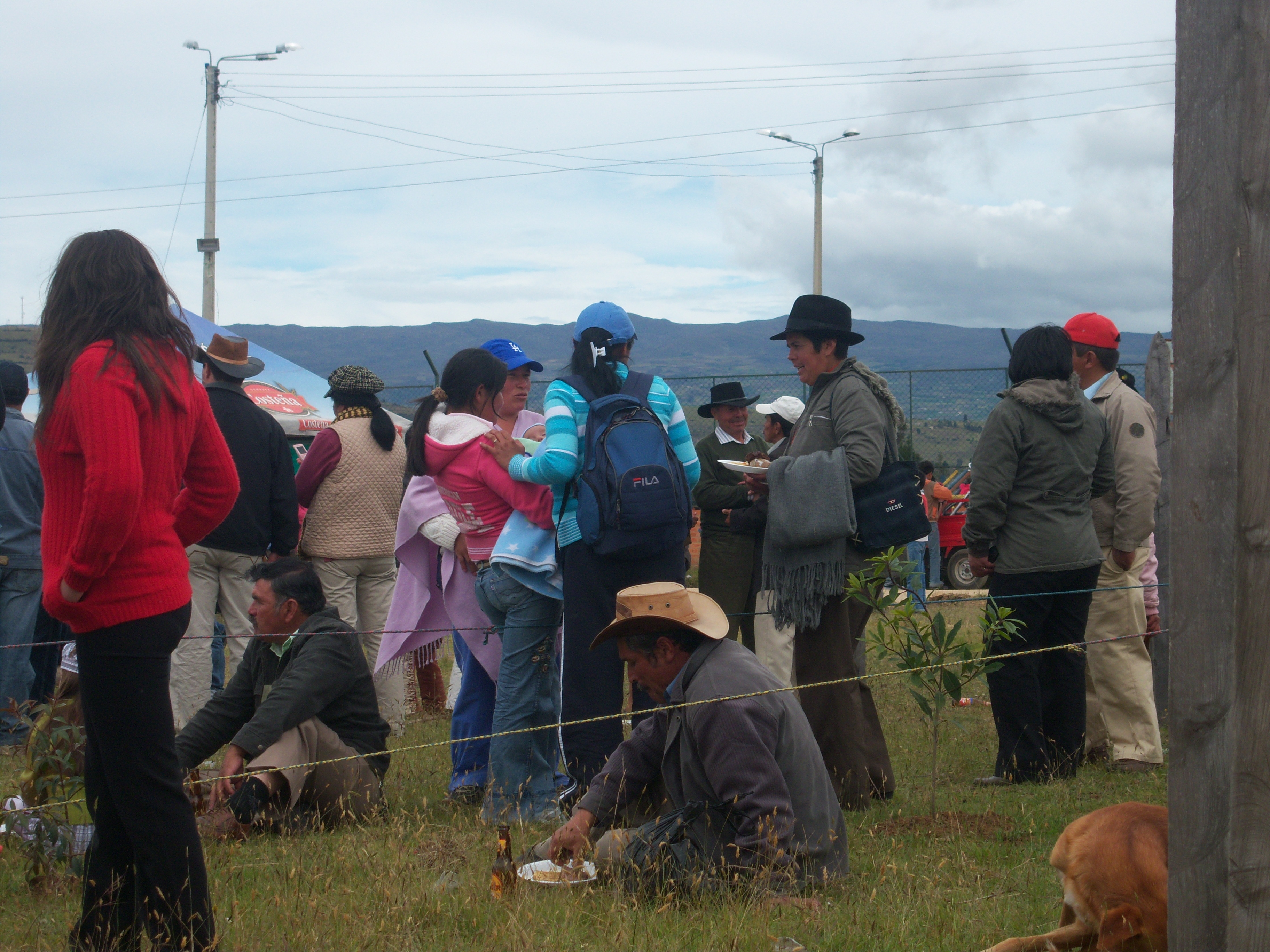
Día del Campesino en Oicatá (Colombia)

El Día del Campesino se celebra en Colombia desde el año 1964, cuando durante el gobierno del presidente Guillermo León Valencia se instituyó que los primeros domingos del mes de junio se realizaran festejos en reconocimiento de la población campesina y su aporte al desarrollo del país. Esta festividad se estableció mediante el Decreto N.º 135 del 2 de febrero de 1965, en conmemoración del fallecimiento del papa Juan XXIII, cuyos orígenes campesinos (sus padres trabajaron como aparceros en Lombardía) quiso rendir tributo el presidente colombiano.

## En Cuba
El Día del Campesino se celebra en Cuba cada 17 de mayo, conmemorando el fallecimiento de Niceto Pérez, quien fue asesinado por defender su finca ubicada en Guantánamo. Como reconocimiento a la memoria de Pérez, Fidel Castro promulgó la Ley de Reforma Agraria el día 17 de mayo de 1959 e instauró esa fecha como «Día del Campesino Cubano».

## En el Perú

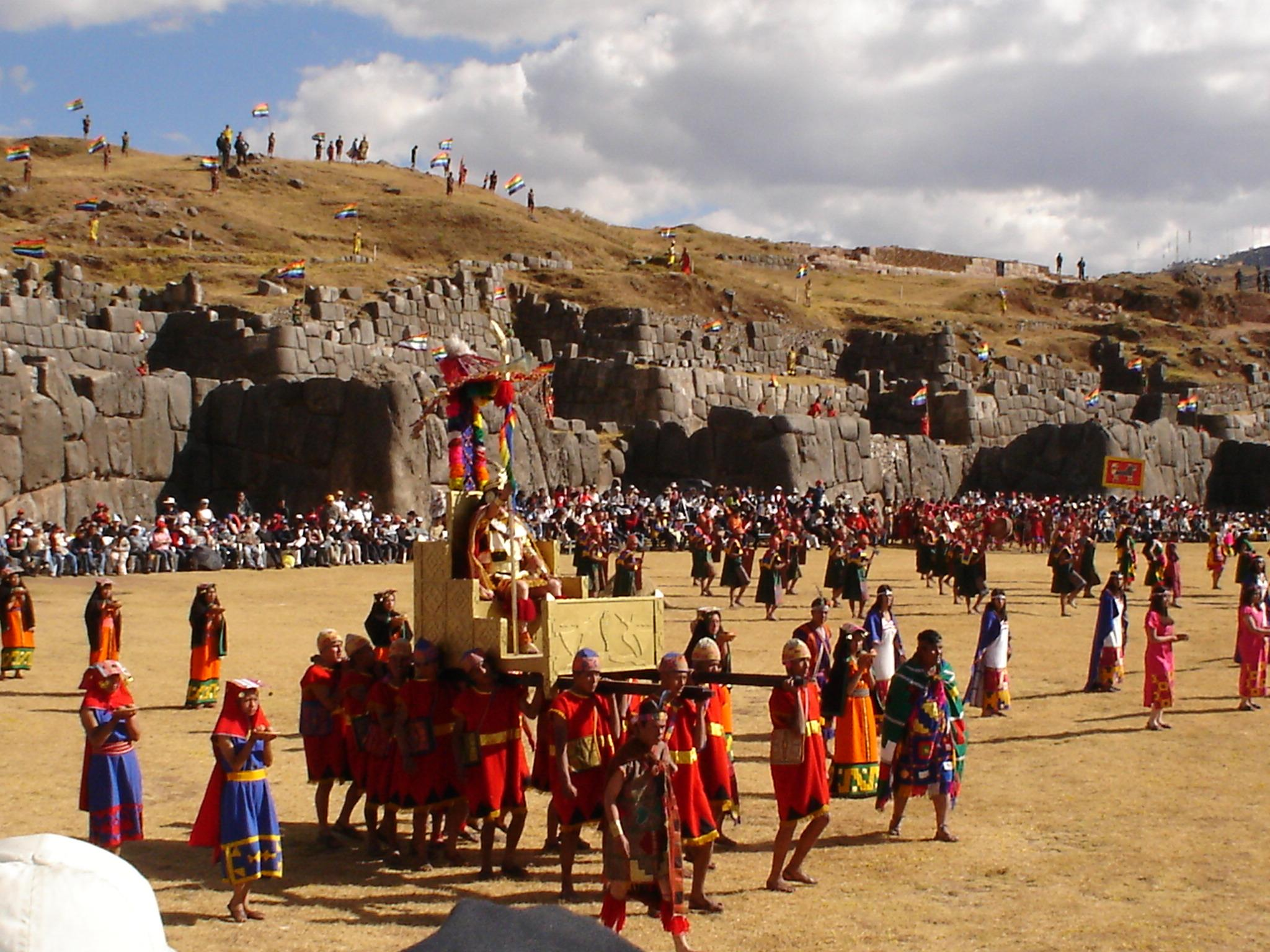
Fiesta del Inti Raymi

En el Perú, el día del campesino, proviene de la fiesta del Inti Raymi que se realizaba durante el Imperio incaico para celebrar el solsticio de invierno en los Andes y en agradecimiento a Inti, el dios solar, por sus beneficios.
Cuenta el Inca Garcilaso de la Vega en sus Comentarios Reales de los Incas:

Nueve días duraba el celebrar la fiesta del Inti Raymi, con la abundancia del comer y beber que se ha dicho y con la fiesta y regocijo que cada uno podía mostrar; pero los sacrificios para tomar los agüeros no los hacían más del primer día, pasados los nueve, se volvían los curacas a sus tierras con licencia de su Rey, muy alegres y contentos de haber celebrado la fiesta principal de su dios el Sol
Comentarios Reales de los Incas, Libro Sexto, Capítulo XXIII

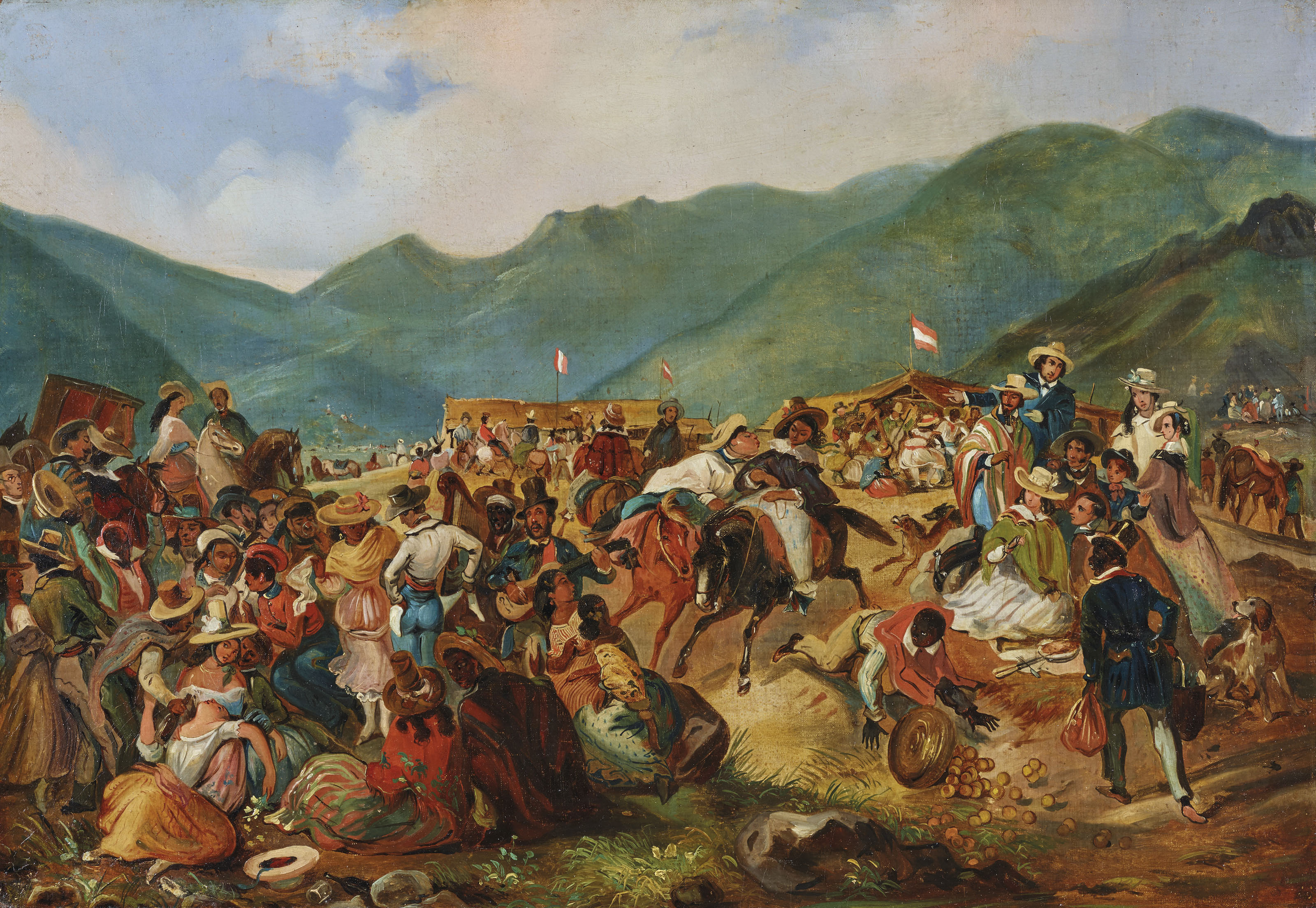
Fiesta de San Juan en Amancaes, Lima por Mauricio Rugendas, 1843

Ya en la época republicana, esta festividad fue instituida por el presidente Augusto B. Leguía, denominándola Día del Indio mediante Decreto Supremo promulgado el 23 de mayo de 1930, como un homenaje al campesino peruano y a la población indígena. Durante el Gobierno Revolucionario de la Fuerza Armada encabezado por el general Juan Velasco Alvarado se promulgó la Ley de Reforma Agraria por Decreto Ley n.° 17716 del 24 de junio de 1969, denominándose a esta fecha como "Día del campesino".
En la actualidad, el Día del Campesino se celebra en muchas regiones con música y danzas típicas, así como la venta de artesanía, motivo por el cual se realizan visitas turísticas al interior del país, siendo el Cusco el destino más concurrido debido a la representación del Inti Raymi. En la amazonia peruana, el 24 de junio también se celebra la Fiesta de San Juan.